# بيلانكا سي إتش-300
بيلانكا سي إتش-300 (بالإنجليزية: Bellanca CH-300)‏ هي طائرة منافع، بمحرك واحد ومقصورة ذات ستة مقاعد، في الولايات المتحدة في عقد العشرينيات والثلاثينات من القرن العشرين. وكانت تطوير لطائرة بيلانكا سي إتش-200، وزودت بمحرك أكثر قوة، ومثلها مثل سي إتش-200، سرعان ما أصبحت تشتهر بقدرة تحمل للطيران لمسافات طويلة. أنتجت في الولايات المتحدة. من صناعة بيلانكا. كان أول طيران لها في 1929. صنع منها 35 طائرة.